# The Boatman's Call
The Boatman's Call es el décimo álbum de estudio del grupo australiano Nick Cave and The Bad Seeds, publicado por la compañía discográfica Mute Records en abril de 1997. El álbum, que incluye canciones basadas en el piano y supuso un distanciamiento con el catálogo post-punk del grupo, es uno de los trabajos de la carrera musical de Nick Cave más aclamados por la crítica musical.

## Trasfondo
La grabación del álbum comenzó en los Sarm West Studios de Londres a mediados de 1996, con «The Garden Duet», uno de los descartes del álbum, siendo la primera canción grabada. Aunque gran parte de The Boatman's Call fue grabado en los Sarm West Studios, posteriores sesiones, incluyendo sobregrabaciones, fueron realizadas en los Abbey Road Studios.
Musicalmente, el álbum es considerado minimalista y sombrío y marca un alejamiento con el género de anteriores trabajos del grupo. Dejando de lado arreglos realizados por el grupo y narrativas basadas en personajes, la música y las letras del álbum se mueven hacia un sonido intimista con la voz de Cave acompañada en la mayoría de los casos por un piano u otro instrumento en solitario. El tempo de las canciones suele ser en su mayoría lento, reflejando el estado de ánimo de las canciones. Gran parte de las letras reflejan también las relaciones personales y los anhelos espirituales de Cave en el momento de su composición.
Además de «The Garden Dust», durante las sesiones de grabación de The Boatman's Call se grabaron varias canciones descartadas, algunas de las cuales fueron publicadas posteriormente como cara B de distintos sencillos. «Opium Tea», «Sheep May Safely Graze», «Come Into My Sleep» y «Babe, I Got You Bad» fueron incluidas en el recopilatorio B-Sides and Rarities (2005).
Cave interpretó «Into My Arms», primer sencillo del álbum, en el funeral de Michael Hutchence, momento en el que pidió que las cámaras de televisión fueron apagadas en respeto de Hutchence. La canción «People Ain't No Good» fue también incluida en la película Shrek 2. En octubre de 2010, el álbum fue incluido en el libro 100 Best Australian Albums.

## Lista de canciones
Todas las canciones escritas y compuestas por Nick Cave. 
| N.º | Título                                          | Duración |  |
| 1.  | «Into My Arms»                                  | 4:15     |  |
| 2.  | «Lime Tree Arbour»                              | 2:56     |  |
| 3.  | «People Ain't No Good»                          | 5:42     |  |
| 4.  | «Brompton Oratory»                              | 4:06     |  |
| 5.  | «There Is a Kingdom»                            | 4:52     |  |
| 6.  | «(Are You) The One That I've Been Waiting For?» | 4:05     |  |
| 7.  | «Where Do We Go Now but Nowhere?»               | 5:46     |  |
| 8.  | «West Country Girl»                             | 2:45     |  |
| 9.  | «Black Hair»                                    | 4:14     |  |
| 10. | «Idiot Prayer»                                  | 4:21     |  |
| 11. | «Far from Me»                                   | 5:33     |  |
| 12. | «Green Eyes»                                    | 3:32     |  |

| Temas extra (Reedición de 2011) |                                                                                      |          |  |
| N.º                             | Título                                                                               | Duración |  |
| 13.                             | «Little Empty Boat» (Letra: Cave, Música: Cave, Bargeld, Casey, Harvey)              |          |  |
| 14.                             | «Right Now I'm A-Roaming» (Letra: Cave, Música: Cave, Casey, Harvey, Savage, Wydler) |          |  |
| 15.                             | «Black Hair (Band Version)»                                                          |          |  |
| 16.                             | «Come Into My Sleep»                                                                 |          |  |
| 17.                             | «Babe, I Got You Bad»                                                                |          |  |

## Personal
| Nick Cave and the Bad Seeds - Nick Cave: voz (1-17), piano (1-3,8,11-13,15), órgano (2,5,10-11), teclados (4), vibráfono (3), teclado (14) - Mick Harvey: guitarra eléctrica (6,10,13-14,17), guitarra acústica (5,7-8,12), bajo (2), órgano (6,13-14,16-17), vibráfono (3), órgano (9), coros (14), xilófono (16) - Blixa Bargeld: guitarra eléctrica (4-5,7,10-11,13-14,16-17), piano (8), coros (13-14) - Martyn P. Casey: bajo (1,3-8,10-11,13-17) y coros (13) - Conway Savage:– piano (5-7,10,14,16-17) y coros (5) - Warren Ellis: violín (3,7-8,10-11), acordeón (9), piano (9) - Jim Sclavunos: batería (6), melódica (12), campana (5,14), percusión (13), órgano (15), bongos (16), pandereta (17) - Thomas Wydler: batería (2-3,5,7-8,10-11,13-17), maracas (4), coros (13) | Personal técnico - Flood: productor musical, ingeniero de sonido y mezclas - Chris Scard: coproductor y mezclas - Paul Corkett: ingeniero - Paul Hicks: ingeniero de sonido - Paul Wright: ingeniero asistente - Nick Cave and the Bad Seeds: productor |

## Posición en listas
| País              | Lista                          | Posición |
| ----------------- | ------------------------------ | -------- |
| Australia         | Australian ARIA Albums Chart   | 5        |
| Austria           | Austrian Top 40                | 18       |
| Bélgica (Valonia) | Ultrarop 200 Albums            | 4        |
| Bélgica (Flandes) | Ultratop 200 Albums            | 18       |
| Países Bajos      | Dutch Top 40                   | 58       |
| Finlandia         | Finnish Albums Chart           | 17       |
| Francia           | French SNEP Albums Chart       | 26       |
| Alemania          | Media Control Charts           | 19       |
| Nueva Zelanda     | New Zealand RIANZ Albums Chart | 4        |
| Noruega           | Norwegian Albums Chart         | 2        |
| Reino Unido       | UK Albums Chart                | 22       |
| Suecia            | Swedish Albums Chart           | 3        |
| Suiza             | Swiss Hitparade Chart          | 32       |

| Año  | Sencillo                                        | Posición | Posición | Posición | Posición | Posición | Posición | Posición |
| Año  | Sencillo                                        | AUS      | FIN      | NOR      | NZD      | SWE      | UK       |          |
| ---- | ----------------------------------------------- | -------- | -------- | -------- | -------- | -------- | -------- | -------- |
| 1997 | «Into My Arms»                                  | 26       | 10       | 8        | 41       | 46       | 53       |          |
| 1997 | «(Are You) The One That I've Been Waiting For?» | —        | —        | —        | —        | —        | 67       |          |